# 429031 Hannavonhoerner
429031 Hannavonhoerner este o planetă minoră (asteroid) din centura de asteroizi. A fost descoperită pe 11 februarie 2009 la Observatorio de Calar Alto⁠(d) de Felix Hormuth⁠(d) și a fost numită după Hanna von Hoerner⁠(d). 
Obiectul prezintă o orbită caracterizată de o semiaxă mare de 3,0975554313514 UAi, o excentricitate de 0,09, o înclinație de 9,7 ° în raport cu ecliptica.